# Maciej Bernhardt

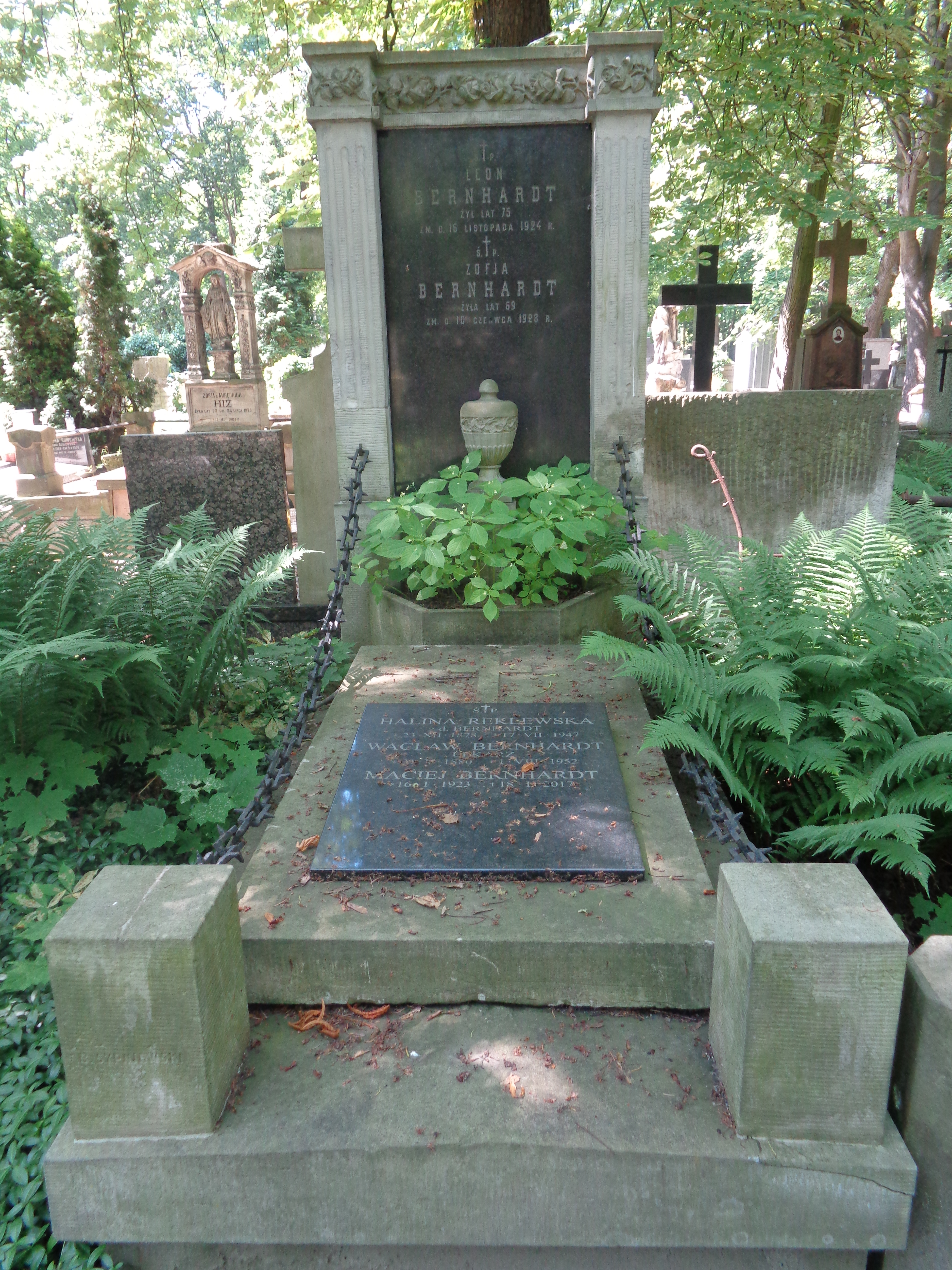
Grób Macieja Bernhardta na cmentarzu Powązkowskim

Maciej Zdzisław Bernhardt (ur. 16 stycznia 1923 w Warszawie, zm. 18 stycznia 2017 tamże) – polski naukowiec, profesor dr inż., specjalista z dziedziny motoryzacji, encyklopedysta .

## Rodzina
Syn Wacława, lekarza warszawskiego i Stefanii z domu Sobolewskiej. Jego żoną była Jadwiga (ur. 1928, córka Włodzimierza Dzieduszyckiego).

## Życiorys
Od września 1933 do 1937 uczęszczał do Gimnazjum im. M. Reja, rok szkolny 1937/38 rozpoczął w I Miejskim Gimnazjum im. gen. Sowińskiego, a w grudniu 1937 tuż przed Bożym Narodzeniem przeniósł się do Gimnazjum im. T. Czackiego. Od 2 do 6 września 1939 pełnił dyżury w Centralnej Składnicy Meldunkowej, przy ul. Nowogrodzkiej róg Poznańskiej. W latach niemieckiej okupacji był uczniem Szkoły Wawelberga i Rotwanda oraz Państwowej Wyższej Szkoły Technicznej. Był zaangażowany w działalność konspiracyjną w szeregach Narodowych Sił Zbrojnych, a następnie Armii Krajowej. W stopniu podchorążego uczestniczył w powstaniu warszawskim, walcząc w szeregach Zgrupowania „Żubr” (pluton 237, 2 kompania). Jako jeden z nielicznych przeżył masakrę swojej kompanii pod Boernerowem (2 sierpnia 1944). W ostatnich dniach powstania został ranny i wzięty do niewoli, z której udało mu się jednak zbiec. W powstaniu stracił narzeczoną, matkę, siostrę oraz półtorarocznego siostrzeńca.
Był nauczycielem akademickim Politechniki Warszawskiej i pracownikiem naukowym Instytutu Transportu Samochodowego. Wcześniej wykładał także m.in. w Wojskowej Akademii Technicznej, Centralnym Ośrodku Konstrukcyjno-Badawczym i na Politechnice Gdańskiej.

## Publikacje
Opublikował jako autor i współautor 16 pozycji książkowych (m.in. Doładowanie silników spalinowych; Samochodowe silniki turbospalinowe; Teoria silników spalinowych; Techniczny Poradnik Samochodowy) i ponad 200 artykułów naukowych w czasopismach naukowych polskich, francuskich, niemieckich i rosyjskich. Od 1987 profesor nadzwyczajny i (do 1990 roku) dyrektor Instytutu Transportu Samochodowego.
Był również encyklopedystą, redaktorem tomu „Samochody” jednej z części Ilustrowanej encyklopedii dla wszystkich wydanej w 1977 .
Do 2002 pracował w ITS w niepełnym wymiarze godzin. Na emeryturze zajmował się m.in. działalnością publicystyczną, zamieszczając swoje wspomnienia z okresu wojny i PRL-u w portalu historycznym „Histmag”, a uprzednio m.in. w Kulturze Paryskiej. W 2009 wydane zostały jego wspomnienia z czasów okupacji i powstania, zatytułowane Z Miodowej na Bracką. Opowieść powstańca warszawskiego.
Pochowany na cmentarzu Powązkowskim w Warszawie (kwatera 73-3-13).

## Nagrody
Został uhonorowany licznymi odznaczeniami wojskowymi i cywilnymi, m.in. Krzyżem Oficerskim Orderu Odrodzenia Polski (2003) i Krzyżem Armii Krajowej (1972).